# Landtagswahl in Vorarlberg 1969
- SPÖ: 9
- ÖVP: 20
- FPÖ: 7

Die Landtagswahl in Vorarlberg 1969 fand am 19. Oktober 1969 statt. Die Österreichische Volkspartei (ÖVP) verlor dabei 3,4 % und erreichte mit 50,0 % ihr bisher schlechtestes Ergebnis bei einer Landtagswahl in der Zweiten Republik. Dennoch konnte die ÖVP ihren Mandatsstand von 20 Mandaten halten. Auch die Sozialistische Partei Österreichs (SPÖ) verlor 1,8 % und büßte ein Mandat ein. Mit 27,7 % stellte die SPÖ in der Folge neun Abgeordnete im Landtag. Als Gewinner der Wahl ging die Freiheitliche Partei Österreichs (FPÖ) hervor, die 5,2 % gewann und mit 21,0 % sieben Mandate erreichte. Dies bedeutete den Gewinn von einem Mandat. Die erstmals antretende Liberale Partei Österreichs (LPÖ) verfehlte mit 1,3 % den Einzug in den Landtag, die Kommunistische Partei Österreichs (KPÖ) war 1969 erstmals nicht angetreten.
Der Landtag der XXI. Gesetzgebungsperiode konstituierte sich in der Folge am 29. Oktober 1969 und wählte an diesem Tag die Landesregierung Keßler II zur neuen Vorarlberger Landesregierung. 

## Gesamtergebnis
|                                         | Ergebnisse 1969  | Ergebnisse 1969  | Ergebnisse 1969  | Ergebnisse 1964  | Ergebnisse 1964  | Ergebnisse 1964  | Differenzen | Differenzen | Differenzen |  |
| --------------------------------------- | ---------------- | ---------------- | ---------------- | ---------------- | ---------------- | ---------------- | ----------- | ----------- | ----------- |  |
| Wahlberechtigte                         | 153.022          | 153.022          | 153.022          | 142.919          | 142.919          | 142.919          | + 10.103    | + 10.103    | + 10.103    |  |
| Wahlbeteiligung                         | 93,66 %          | 93,66 %          | 93,66 %          | 93,10 %          | 93,10 %          | 93,10 %          | + 0,56 %    | + 0,56 %    | + 0,56 %    |  |
|                                         | Stimmen          | %                | Mand.            | Stimmen          | %                | Mand.            | Stimmen     | %           | Mand.       |  |
| Abgegebene Stimmen                      | 143.326          |                  |                  | 133.059          |                  |                  | + 10.267    |             |             |  |
| Ungültig                                | 3.709            | 2,59 %           |                  | 3.397            | 2,55 %           |                  | + 312       | + 0,04 %    |             |  |
| Gültig                                  | 139.617          | 97,41 %          |                  | 129.662          | 97,45 %          |                  | + 9.955     | - 0,04 %    |             |  |
| Partei                                  |                  |                  |                  |                  |                  |                  |             |             |             |  |
| Österreichische Volkspartei (ÖVP)       | 69.861           | 50,04 %          | 20               | 69.321           | 53,46 %          | 20               | + 540       | - 3,42 %    | ± 0         |  |
| Sozialistische Partei Österreichs (SPÖ) | 38.718           | 27,73 %          | 9                | 38.302           | 29,54 %          | 10               | + 416       | - 1,81 %    | - 1         |  |
| Freiheitliche Partei Österreichs (FPÖ)  | 29.258           | 20,96 %          | 7                | 20.480           | 15,79 %          | 6                | + 8.778     | + 5,17 %    | + 1         |  |
| Liberale Partei Österreichs (LPÖ)       | 1.780            | 1,27 %           | 0                | nicht kandidiert | nicht kandidiert | nicht kandidiert | + 1.780     | + 1,27 %    | ± 0         |  |
| Kommunistische Partei Österreichs (KPÖ) | nicht kandidiert | nicht kandidiert | nicht kandidiert | 1.559            | 1,20 %           | 0                | - 1.559     | - 1,20 %    | ± 0         |  |
| Gesamt                                  | 139.617          | 100,00 %         | 36               | 129.662          | 100,00 %         | 36               | + 9.955     |             |             |  |